# Weird Tales (Karda Estra)
Weird Tales is het tiende studioalbum van de Britse eenmansband Karda Estra. Het album bevat muziek opgenomen gedurende de jaren 2007 tot en met 2009 in de eigen Twenty First Studio van Richard Wileman, enig lid van de band. De stijl waarin Wileman componeert is al jaren dezelfde; een mengeling van gothic rock, progressieve rock en minimal music. Alhoewel er niet sprake is van een echt conceptalbum is er vaak sprake van een centraal thema dat een heel album wordt gevolgd. De instrumentatie van dit album neigt nog meer dan andere albums naar klassieke muziek, een soort kamermuziek waar bij toeval een rockmuzikant bij betrokken is geraakt. Het zijn acht sfeerbeelden. Behalve de elektronische muziekinstrumenten is veel ruimte vrijgemaakt voor de klarinet. Opvallend is het optreden van Bridget Wishart, doorgaans bespeelster van synthesizers in Hawkwind, een van de hardst klinkende spacerockbands. De titel is overgenomen van het Amerikaanse blad Weird Tales.

## Musici
Richard Wileman – akoestische en elektrische gitaar, basgitaar, toetsinstrument, percussie, bouzouki en rastrofoon
met:
- Ileesha Bailey - zang (1,2,6),
- Helen Dearnley - viool (1,2,6,8),
- Don Falcone – orgel, synthesizers (3),
- Caron Hansford – hobo (3,4,5,6), althobo (3,4,5,7),
- Amy Hedges - klarinet (1-8), tenorsaxofoon (5),
- Zoë Josey – dwarsfluit (5,7,8), altsaxofoon (5), sopraansaxofoon (8),
- Jemima Palfreyman – tuba (1,4),
- Bridget Wishart - EWI wind synthesizer (3).

## Muziek
Allen van Wileman:

| Nr. | Titel | Duur |
| --- | --- | ---- |
| 1.  | The Whitstable Host (opgedragen aan Peter Cushing)                                                                | 3:48 |
| 2.  | Skulls In The Stars (geïnpireerd door Robert E. Howards Solomon Kane-verhalen;)                                   | 7:15 |
| 3.  | The Eye Of Silence (gebaseerd op gelijknamig schilderij van Max Ernst)                                            | 4:00 |
| 4.  | Green Dog Trumpet (gebaseerd op dit monster geschapen door striptekenaar Ian Miller)                              | 5:19 |
| 5.  | The White Rose (gebaseerd op Sheridan Le Fanu's verhaal The Room in the Dragon Volant)                            | 4:57 |
| 6.  | The Atom Age Sense Of Impermanence (titel ontleend aan Kim Newmans Dracula Cha Cha Cha;)                          | 5:23 |
| 7.  | Island Universes (geschreven naar aanleiding van het horen van Experiments in Space van componist Robert Farnon;) | 3:51 |
| 8.  | There Is No Finished World (gebaseerd op het schilderij met dezelfde naam van André Masson.)                      | 8:08 |